# Xã Boulder, Quận Linn, Iowa
Xã Boulder (tiếng Anh: Boulder Township) là một xã thuộc quận Linn, tiểu bang Iowa, Hoa Kỳ. Năm 2010, dân số của xã này là 575 người.